# ۱۶ قیفاووس
۱۶ قیفاووس یک ستاره است که در صورت فلکی قیفاووس قرار دارد.